# Bielawa (Mazovie)
Pour les articles homonymes, voir Bielawa (homonymie).
Bielawa (prononciation : [bjɛˈlava]) est un village polonais de la gmina de Konstancin-Jeziorna dans le powiat de Piaseczno de la voïvodie de Mazovie dans le centre-est de la Pologne.
Le village compte approximativement une population de 960 habitants.

## Histoire
De 1975 à 1998, le village appartenait administrativement à la voïvodie de Varsovie.